# Kostelec nad Orlicí
Kostelec nad Orlicí (en allemand : Adlerkosteletz) est une ville du district de Rychnov nad Kněžnou, dans la région de Hradec Králové, en Tchéquie. Sa population s'élevait à 6 178 habitants en 2024.

## Géographie
Kostelec nad Orlicí est arrosée par la Divoká Orlice, un affluent de l'Orlice, et se trouve à 7 km au sud-ouest de Rychnov nad Kněžnou, à 30 km à l'est-sud-est de Hradec Králové et à 128 km à l'est de Prague.
La commune est limitée par Častolovice et Synkov-Slemeno au nord, par Tutleky et Doudleby nad Orlicí à l'est, par Svídnice, Kostelecké Horky et Čermná nad Orlicí au sud, et par Zdelov et Čestice à l'ouest.

## Histoire
La première mention écrite de la localité date de 1303.

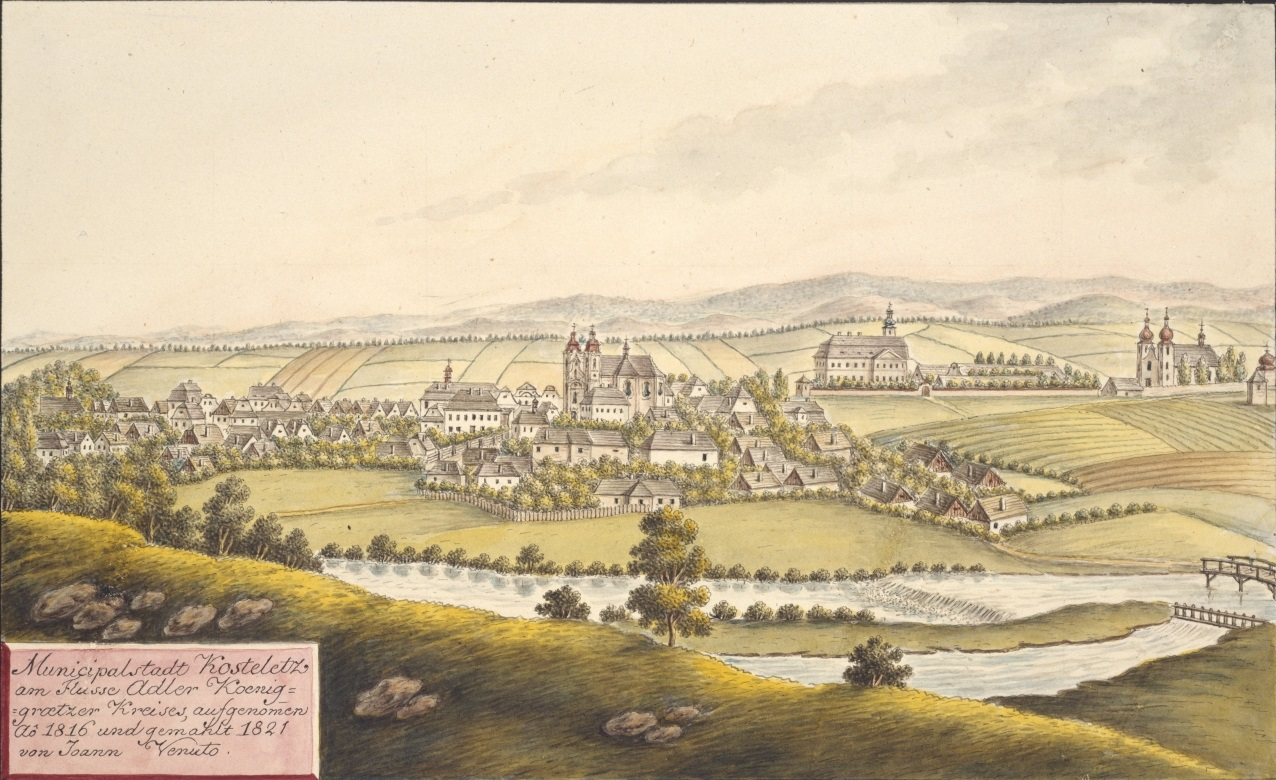
Kostelec nad Orlicí en 1816, par Joann Venuto.

## Galerie

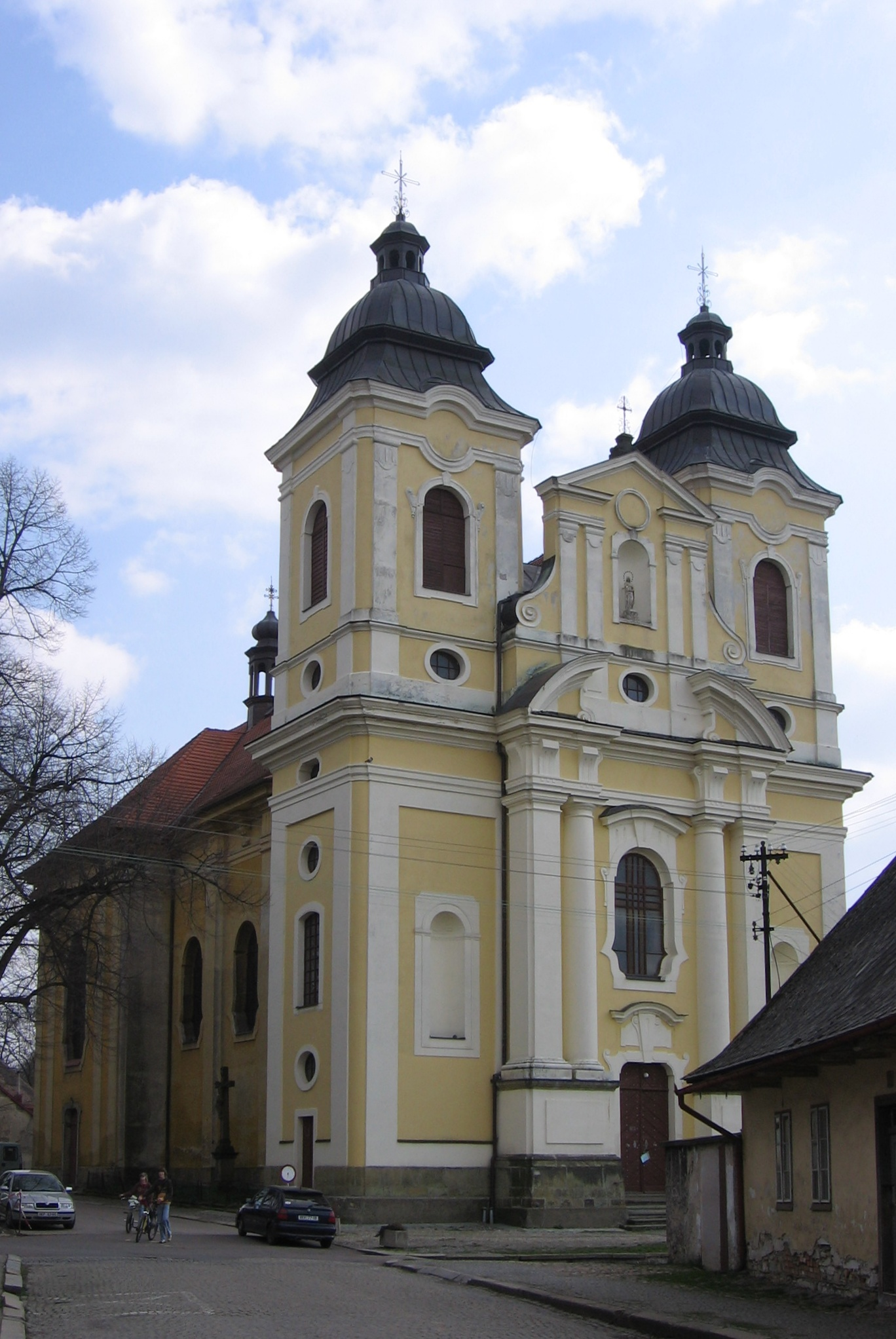
Église Sainte-Georges.
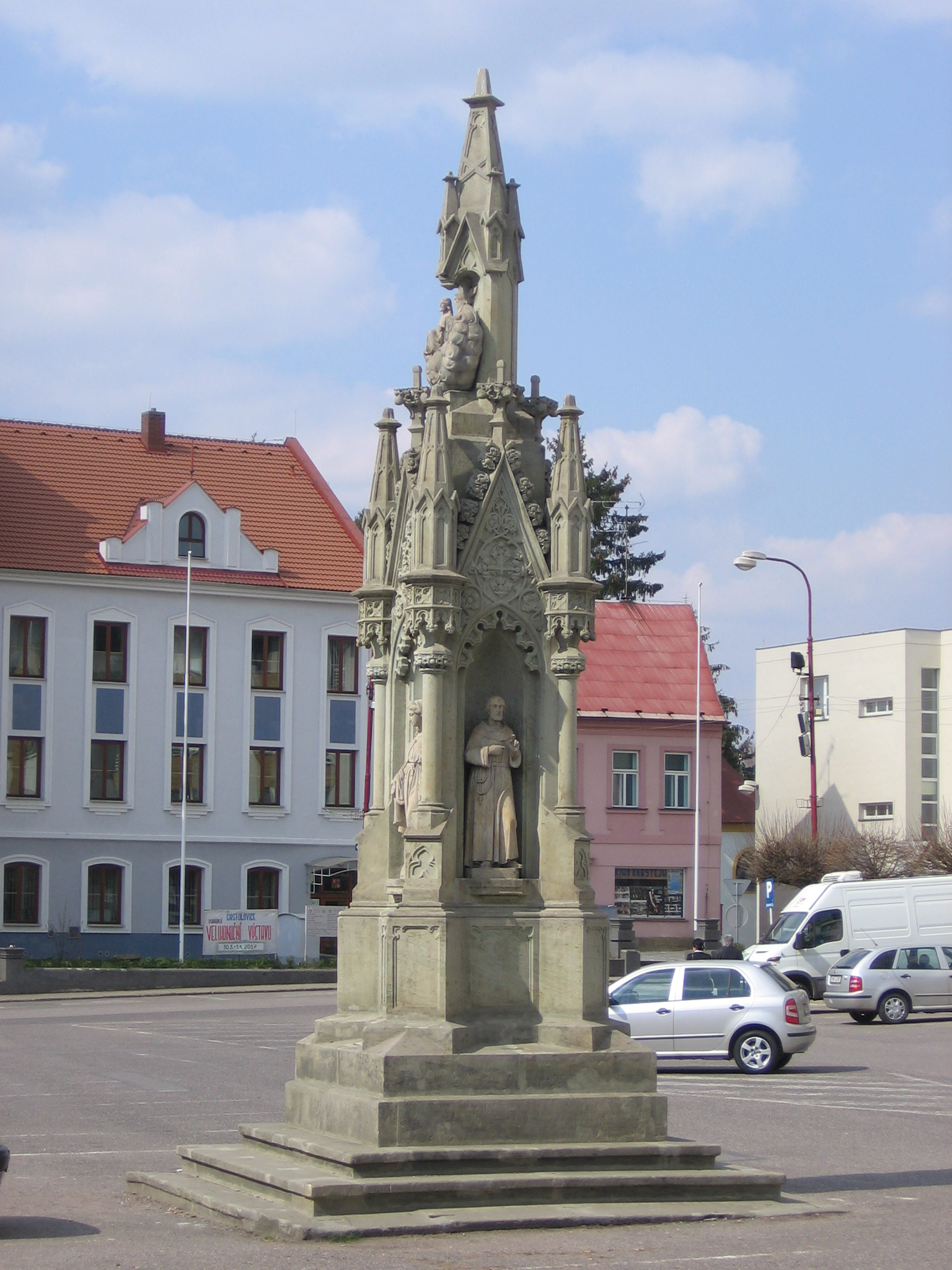
Colonne de la Sainte-Trinité.
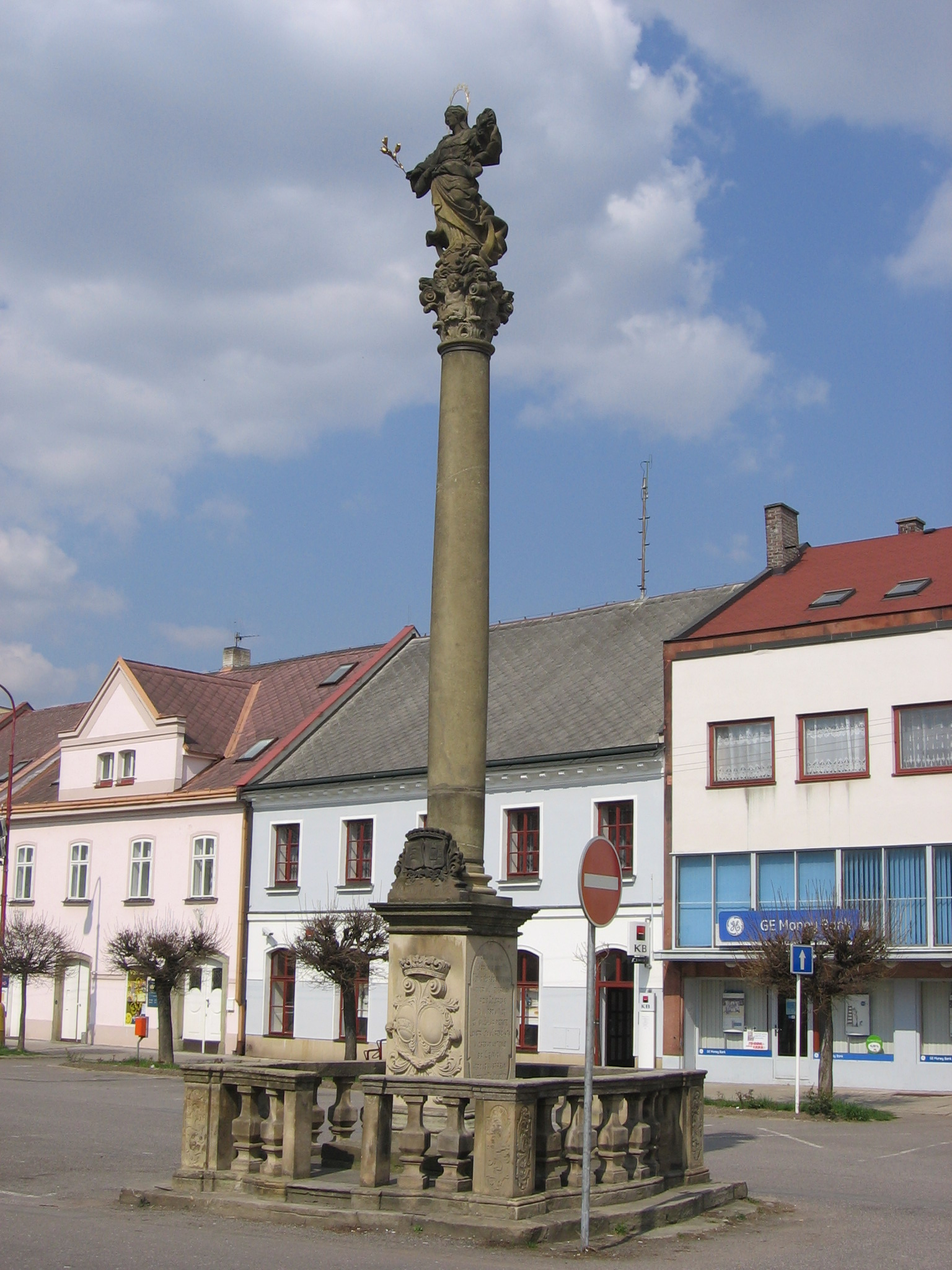
Colonne mariale.

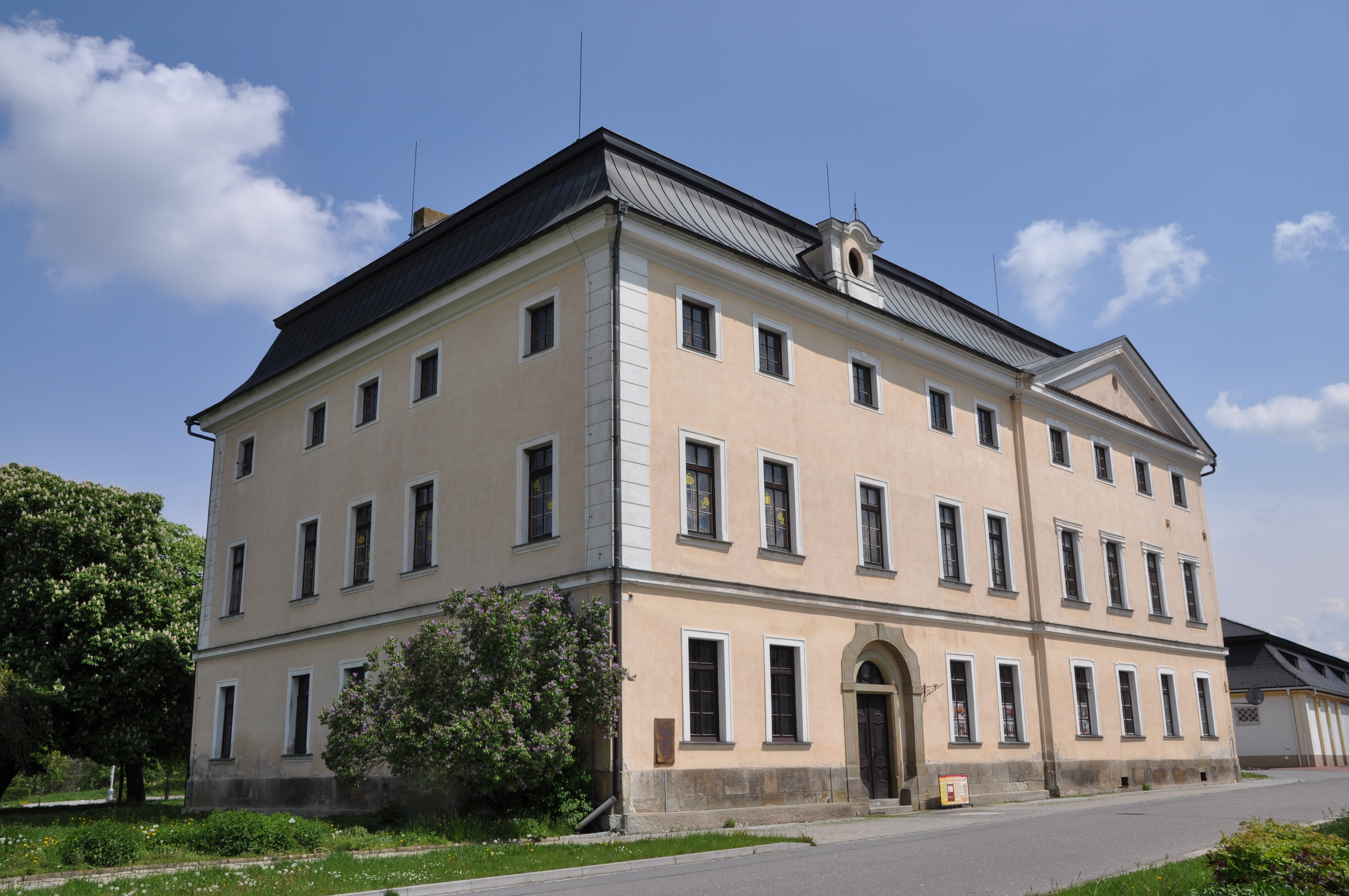
Vieux château de Kostelec nad Orlicí.
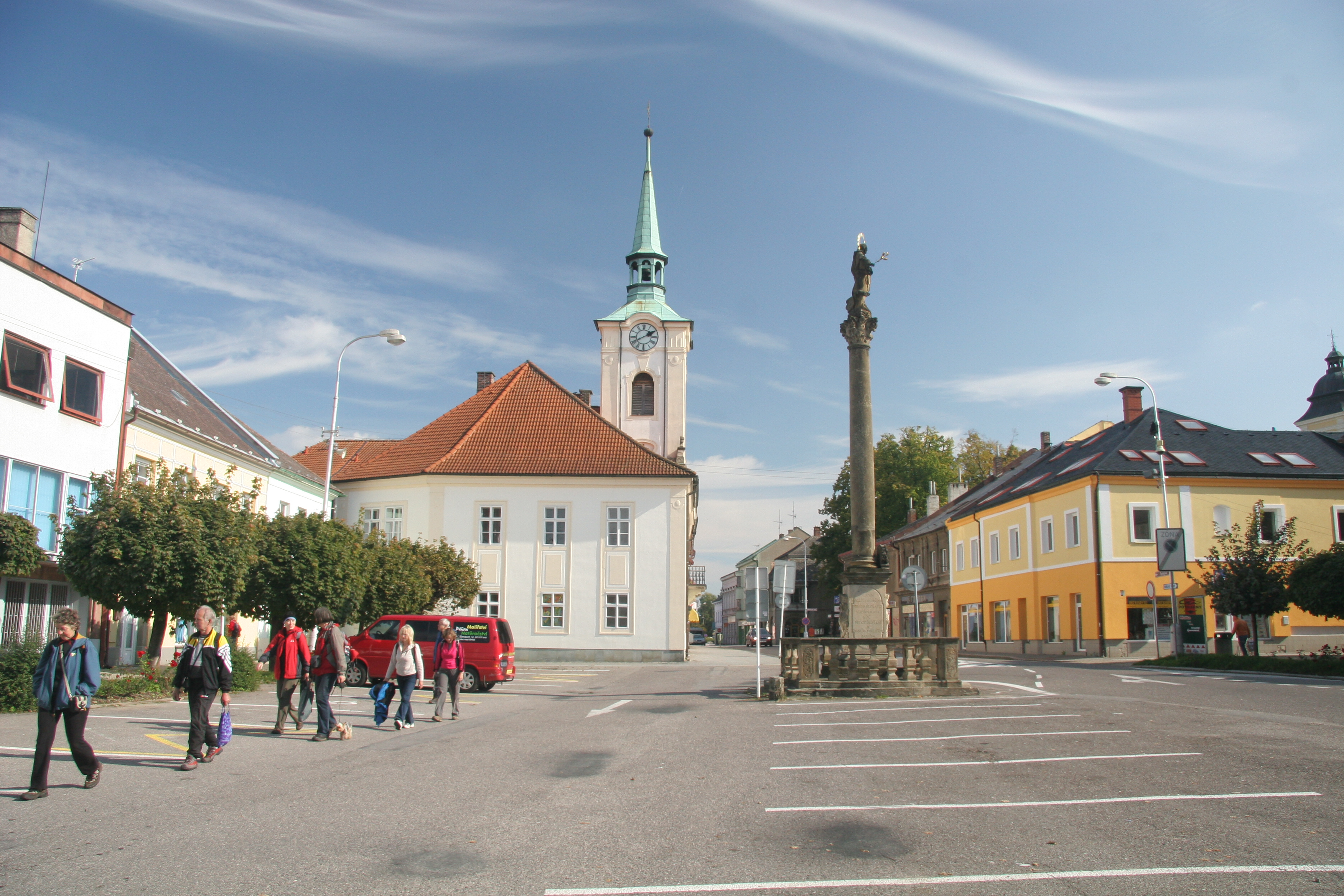
Ancien hôtel de ville.

## Transports
Par la route, Javornice se trouve à 11 km de Rychnov nad Kněžnou, à 32 km de Hradec Králové et à 150 km de Prague.

## Jumelage
- Myjava (Slovaquie)
- Zeulenroda-Triebes (Allemagne)